# 片岡哲史
片岡 哲史（かたおか てつし、1934年 - ）は、日本の国際政治学者。元駿河台大学教授。専攻はドイツ政治、国際関係論、文明史。
1934年に東京で生まれる。1960年に東京大学教養学部教養学科を卒業する。NHKに勤務し、記者やプロデューサーを務めた。その後、駿河台大学現代文化学部教授となり国際関係論やドイツ語を講じる。2003年に同大学を退職した。ドイツ政治や民族・文明に関する文献の翻訳を行った。

## 著書
- 『ヨーロッパ産業遺跡・博物館ガイド』（共訳,ケネス・ハドソン著,青木国夫監修,日本放送出版協会,1975年）
- 『ブリューニング回顧録』（共訳,ハインリヒ・ブリューニング著,ぺりかん社,1977年）
- 『ノルマン民族の謎』（共訳,G.ファーバー著,アリアドネ企画,1987年）
- 『シュミット外交回想録〈下〉』（共訳,ヘルムート・シュミット,岩波書店,1989年）
- 『ドイツの選択』（共訳,ペーター・ベンダー著,小学館,1990年）
- 『ドイツ人と隣人たち(上)(下)』（共訳,ヘルムート・シュミット,岩波書店,1991年）
- 『グーテンターク,ドイチュ!』（共著,三修社,1997年）
- 『ヴァイキングの足跡』（共訳,グスタフ・ファーバー著,アリアドネ企画,1997年）
- 『バビロニア』（訳,P.アイゼレ著,アリアドネ企画,1998年）
- 『ゲルマン民族・二つの魂』（訳,S.フィッシャー=ファビアン著,アリアドネ企画,1998年）
- 『イラストで学ぶドイツ語』（共著,ヘルムート・シュミット,三修社,2000年）
- 『謎の民族原始ゲルマン人の秘密』（訳,S.フィッシャー=ファビアン著,佑学社,2001年）
- 『原始ゲルマン民族の謎』（訳,  S.フィッシャー=ファビアン著,アリアドネ企画,2001年）
- 『消えた古代文明都市』（訳,P.アイゼレ著,三修社,2001年）
- 『第二の罪』（共訳,ラルフ・ジョルダーノ著,白水社,2005年）